# Nocera Inferiore
Pour les articles homonymes, voir Nocera.
Nocera Inferiore est une ville italienne de la province de Salerne, dans la région Campanie.

## Histoire
La ville antique, qui remonte au Bronze ancien, est située entre Nocera Superiore et Nocera Inferiore. Son nom dérive de Nuvkrinum (la « nouvelle roche »). Au Ve siècle av. J.-C., le toponyme Alfaternum lui fut ajouté, d'après la tribu samnite des Alfaternes, ce qui donna en latin Nuceria Alfaterna. Elle prit le nom de Nuceria Constantia quand elle acquit le statut de municipe en 42 av. J.-C., puis celui de colonie romaine en 57.
En 553, Narsès y battit et tua Téïas, roi des Goths, lors de la bataille du mont Lactarius.
Au XIVe siècle, elle fut dénommée Nocera dei Pagani, d'après la puissante famille des Pagano, afin de la distinguer de Nocera Terinese, en Calabre. Elle fut élevée en duché pour les Carafa au XVIe siècle.
Joseph Bonaparte divisa la cité en plusieurs communes : Nocera San Matteo, Nocera Corpo, Pagani, Sant'Egidio del Monte Albino et Corbara. Les deux Nocera furent réunies en 1834, puis séparées de nouveau en 1851 sous les noms de Nocera Inferiore et Nocera Superiore.

## Sport
La ville dispose de son propre stade, le stade Saint-François-d'Assise, qui accueille la principale équipe de football de la ville, le Nocerina 1910.

## Administration
| Période                                  | Période  | Identité      | Étiquette                      | Qualité |
| ---------------------------------------- | -------- | ------------- | ------------------------------ | ------- |
| juin 2022                                | En cours | Paolo De Maio | liste civique de centre gauche |         |
| Les données manquantes sont à compléter. |          |               |                                |         |

### Communes limitrophes
Castel San Giorgio, Nocera Superiore, Pagani, Roccapiemonte, San Valentino Torio, Sarno, Tramonti.